# 東西伯利亞棕熊
東西伯利亞棕熊（學名：Ursus arctos collaris）是棕熊亞種，分佈於東西伯利亞，始於葉尼塞河，北至北極圈，遠至外貝加爾地區、外興安嶺、勒拿河、科雷馬河，以及整個薩哈（雅庫特）共和國和阿爾泰山脈。東西伯利亞棕熊也分佈於蒙古北部、新疆北部和哈薩克東部。

## 體型
東西伯利亞棕熊的體型介於歐亞棕熊和堪察加棕熊之間，但大型個體可以達到堪察加棕熊的體型。它們的頭骨通常比歐亞棕熊更大，而且顯然也比堪察加棕熊更大。
成年雄性熊的頭骨長32.6-43.1公分（12.8-17.0吋），顴弓處寬31.2-38.5公分（12.3-15.2吋）。東西伯利亞棕熊擁有長而濃密柔軟的皮毛，顏色與歐亞棕熊相似，但以深色個體為主。